# Saint-Pierre-de-Chérennes
Saint-Pierre-de-Chérennes è un comune francese di 479 abitanti situato nel dipartimento dell'Isère della regione dell'Alvernia-Rodano-Alpi.

## Società

### Evoluzione demografica
Abitanti censiti